# بابلو مارتين أبيل
بابلو مارتين أبيل (بالإنجليزية: Pablo Martín Abal) (مواليد 19 مارس 1977) هو سبّاح من الولايات المتحدة، مثّل بلاده في الألعاب الأولمبية الصيفية 2000.

## روابط خارجية
بابلو مارتين أبيل على موقع الاتحاد الدولي للسباحة (الإنجليزية)
- بابلو مارتين أبيل على موقع SwimRankings.net (الإنجليزية)
- بابلو مارتين أبيل على موقع اللجنة الأولمبية الدولية (الإنجليزية)
- بابلو مارتين أبيل على موقع أوليمبيديا (الإنجليزية)